# ウルトラマンギンガS
『ウルトラマンギンガS』（ウルトラマンギンガエス）は、円谷プロダクションが制作した特撮テレビドラマである。
2014年7月15日から9月2日までと11月4日から12月23日までの2期、『新ウルトラマン列伝』内において全16話が放送された。
個別項目のある作品の詳細は以下参照。
- 劇場版 『劇場版 ウルトラマンギンガS 決戦!ウルトラ10勇士!!』
- スピンオフドラマ 『ウルトラファイトビクトリー』

## 概要
2013年に放送された『ウルトラマンギンガ』の続編にあたる作品。前作の2年後を舞台に物語が展開され、前作には登場しなかった防衛チームや、もう1人のウルトラマン・ウルトラマンビクトリーが登場する。制作面でもミニチュア特撮の拡充や遠征ロケの増加など、前作よりも規模が拡大している。
本作品の企画は前作の放送中から既に進められており、平成ウルトラマンのテレビシリーズは長い休止期間を経て各作品を放送していたことから、親が子供時代にウルトラマンが放送されていなかった世代であると自分の子供にウルトラマンを見せるという感覚がないことから、シリーズを始めるには休止することなく続けて放送するものとなった。従来であれば次作品は新たなヒーローであるのが今時の流れだが、前作が全13話であり、続けてスパークドールズを出す方針もあり、キャラクターをもっと掘り下げていくため、既に登場が決定していた新ヒーローのビクトリーを主役ではなく、相棒ヒーローという形で描き、ギンガを主役にした作品となった。また、ヒカルやショウと共に防衛チームも新規編制の途中で未完成の組織、というシチュエーションを採用することで、成長要素が全ての主要登場キャラクターに付加されている。
キャストは根岸拓哉と草川拓弥の2人を除いて前作より一新され、スタッフもメイン監督は前作のアベユーイチから坂本浩一に、シリーズ構成においても長谷川圭一から小林雄次と中野貴雄の2人に交代するなど、刷新を計っている。なお、キャストは坂本の推薦により採用された者も多い。
日産自動車との共同プロモーションを行っており、防衛チーム専用車両のベース車に日産製の100%電気自動車が採用されている。劇中でも基地が停電した際に実際の電気自動車と同様に予備電源として使用するシーンがあるなど、積極的に活用されている。
ストーリーは、高校生の青春を描いた前作に対し、主人公ヒカルが大人の世界に踏み出していく物語であり、価値観の異なるショウとの関係性が軸となっている。また、「怪獣は仲間である」というテーマも掲げられており、それとの対比として敵のチブル星人エクセラーは怪獣や部下を駒として扱うキャラクターとして描写されている。敵側から味方に転じるアンドロイド・ワンゼロのドラマも、シリーズの重要な要素となっている。終盤で描かれるビクトリウム・キャノンを巡る展開は、これまでのシリーズでもたびたび取り上げられてきた人類の科学技術の暴走をテーマとしているが、本作品では特に福島第一原子力発電所事故後の世相を意識したものとなっている。
撮影は、同一スタッフで本編と特撮を兼任する1班体制で行われ、3月から8月中旬まで撮影された。坂本が本格的なミニチュア特撮を担当するのは、本作品が初となる。本編のアクションでは、ショウ役の宇治は腕の動きを活かしたパンチ技、アリサ役の滝は長い脚を使ったキック技など、俳優の得意な部分を見抜き、それぞれのアクションを付けている。特撮面では、坂本の要望によりオープンセットでのあおりカットが多用されている。また、オープンセットを山中に設定し、ミニチュアセットを組んだうえで大爆発の迫力シーンを活写している。小学校という限定的な空間であった前作とは違い、防衛隊が登場するため、普通の市街地に怪獣が出現したり、飾り付けやミニチュアも豪華となり、CGの活用や火薬の使用が随所に見られるようになった。
撮影では、フィルムに近い映像が撮影可能なデジタルカメラREDが導入された。REDの導入は本作品以前から検討されていたが、振動に弱いなどの問題から実現には時間がかかっていた。撮影監督の高橋創は、コマ数をフィルムカメラのように自由に変えられることや4K解像度で収録できることなどから合成の表現が広がったと評価している。

## あらすじ
ウルトラマンギンガとダークルギエルの戦いから1年が経過し、地球には平和な日々が戻っていた。だが、ルギエルの復活を目論み、そのために地底に封印されたエネルギー鉱石ビクトリウムを強奪せんと現れたチブル星人エクセラー（SD）が、その手始めとしてアンドロイド・ワンゼロや様々なエージェントたちを地球の雫が丘へと送り込み、密かに行動を開始していた。
それからさらに1年後の2015年。再び地球に迫る危機に、ビクトリウムを守る使命を帯びた地底人ビクトリアンの青年・ショウがウルトラマンビクトリーに変身して立ち向かう。さらに、ビクトリウムに導かれた礼堂ヒカルの意志に呼応するように地球へ帰ってくるウルトラマンギンガ。今、新たな戦いが始まる。

## 登場人物

### 主人公
礼堂 ヒカル（）
前作に続き、本作品の主人公。冒険家を目指して世界中を旅している19歳の青年。2年前、ウルトラマンギンガとなってかつての友人たちと共にダークルギエルと戦い、地球に平和を取り戻した。
メキシコのユカタン半島を旅していた最中に偶然ビクトリウムを発見する。それに呼応したギンガスパークに導かれるかのように雫が丘を訪れ、そこで新たに起きた戦いの中でギンガと再会し、再びウルトライブする。敵視してきたショウ＝ウルトラマンビクトリーのことも、ギンガの導きで気遣うようになる。
シュナウザーを巧みに操りシェパードンを郊外に誘導した勇敢さを陣野に見出され、UPGにスカウトされる。UPGの隊員服を、前を絞めず、ラフに着こなしている。しかし怪獣が出現すると戦闘には参加せずすぐにギンガにウルトライブすることが多く、隊員として戦闘に参加したのは第7話が最初である。このことはギンガの正体がヒカルであることを知らないアリサやゴウキの悩みの種になっているようで、ゴウキに無理やり担ぎ出され変身できなかったこともあるが、第15話であと一度しかライブ出来ない危機的状況に追い込まれたことによって、ショウと共に自らの正体を明かした。
ビクトルギエルとの決戦後は、海外研修に赴いており帰還後はアレーナやムサシ、ウルトラマンゼロとの出会いも果たす。
前作では無言で変身していたが、本作品では「ギンガー！」と叫びながら変身する。
ショウ
本作品より登場するもう一人の主人公。地底の民・ビクトリアンの青年。高い格闘能力を持つ他、念動力の使い手でもある。ビクトリウムの守護聖獣シェパードンとは子供のころから仲がよい。
ビクトリウムの激減により地底世界が壊滅の危機に直面した時、キサラからビクトリーランサーを授かり、ウルトラマンビクトリーへとウルトライブする力を手に入れる。
正義感に溢れ、自分に厳しくストイックでクールな性格で、独力で自らの使命を果たすため地上の人間とはあまり関わらないようにしていた。当初は地上の人間がビクトリウムを奪っていると認識し、ギンガとの対決も辞さなかったが、ヒカルからもらったウェハースチョコ・ブイチョコウェハースの味が忘れられず、表には出さないが（ヒカルやレピには見透かされているものの）好物になっている。第4話では自分が弱いからなのではないかという理由から、敵から得た力であるスパークドールズをウルトランスに使用することに迷いを抱いていたが、シェパードンとレピの助けやヒカルからスパークドールズそのものに悪意はないことを教えられたことで「強さとは独りで作り上げるものではない」と迷いを振り切る。以降は態度が軟化し、ギンガとも積極的に共闘する姿勢を見せるようになっていく。
第8話では負傷したヒカルをライブベースへ連れていき、陣野や友也と初めて対面する。
第13話でビクトリウム・キャノンが使用されたことに対しては、激しい怒りを見せており、続く第14話でヒカルたちに絶交の旨を伝え単身ライブベースに乗り込むが、神山の不意打ちで捕らえられ、さらにはビクトリーランサーとシェパードンのクリスタルスパークドールズを奪われてしまい、彼を増長させてしまうこととなる。その後救援に駆けつけた陣野らに助けられ、その際にアリサからヒカルの真意を聞かされたことによって心が揺れ動き、ハイパーゼットン イマーゴ（SD）を倒すため彼と再び共闘したことでヒカルやUPGとも完全に和解することができた。
劇場版でのエタルガーとの決戦後に、新入隊員としてUPGに正式に入隊し、以後はヒカルらと共に地上世界の平和のために活動するようになる。

### 特捜チームUPG
陣野 義昭（）
43歳。UPG隊長。
普段は観葉植物を愛しハーブティーを好む温厚な紳士だが、その洞察力・行動力の腕は確かである。また、非常時には感情を顕わにして部下や仲間を守る熱い一面も持つ。
第1話でのヒカルの資質を見抜き、彼をUPGへスカウトする。
ビクトリウム・キャノンのプロジェクトにはかねてから反対の姿勢を示しており、第13話で神山のプロジェクト強行に異を唱えたためゴウキ、ヒカル、友也と共に隊員資格を剥奪されてしまう。
第15話では最悪の事態を招く原因となってしまった神山に対し、「兵器に希望を託すのは間違いである」と説き、また、ヒカルとショウの会話から、この2人こそがウルトラマンの正体であると察知する。
劇中では語られないが、以前は国際防衛機構の特殊部隊に所属しており、チーム編成も担当していた経験から人を見る目を持っていると自負している。

杉田 アリサ（）
19歳。UPGの紅一点。
元は国際防衛機構の一員であったが、UPGの発足と神山による推薦でUPGへ異動している。実戦ではリーダー格を務める。男勝りの性格と体力を持ち、真面目で実直。格闘技と射撃の名手であり、特殊車両シュナウザーの運転にも長ける。格闘能力も高く、ワンゼロと互角に渡り合うほどである。お化けが苦手。
事件のたびに突然姿を消し単独行動に走るヒカルに対し苛立ちを隠せず、ゴウキに八つ当たりすることもしばしばある。
第13話で神山に射撃の才能を見出されUPGに入隊したことが語られ、彼が隊を実効支配した際も「ビクトリウム・キャノンの運用には彼女の能力が欠かせない」として唯一解雇を免れているが、自らの手でビクトリウム・キャノンを放った際に感じ取った悍ましさに動揺して任務を放棄し、「誰かを犠牲にしてまで勝ち取る平和なんて間違ってる」「あたしはあなたの道具じゃない」と言い放ち神山を見限った後、自らの真の居場所である陣野率いるUPGに復帰する。
劇中では語られないが、父親は警察官で、射撃の腕は父親譲りであったとされる。
- 初期案では副隊長と想定されており、ショウと恋仲に発展するという案も存在した。

松本 ゴウキ（）
24歳。UPGにおける格闘担当。UPGの隊員服を、前を半分まで絞め、空手着のように着こなしている。後期のOP映像では隊員服の上を脱ぎ、手で持っている。トマトが苦手。
常に体を鍛えており、空手においては黒帯を所持している。主にアリサと共に前線に出て戦う。豪快な性格だが、繊細で情にもろく泣き上戸な面もある。第5話では、自分たちが何も出来ていない現状に苛立ちを感じ、ヤプールに意識を乗っ取られてしまう。しかし居合わせた妊婦の詩織を助けたい強い思いでヤプールに干渉し続け、一時的に意識を支配し返した。その後巨大ヤプールに取り込まれてしまうが、ギンガによって助けられる。第12話では千草の熱狂的なファンであることが判明し、戦いが終わった後でのライヴでは見事に最前列を確保している。
劇中では語られないが、雫が丘出身で地元愛が強く、出動時には土地勘を活かしたり、友人たちから情報収集を行うなどしている。また、街でひったくり犯を捕まえた際に陣野からスカウトを受けUPGに入隊したという経緯を持つ。

一条寺 友也（）
19歳。2年前、ジャンナインを操りヒカルと共闘した青年。現在はUPGの化学アドバイザーとしてチームを援助している。前作に比べ性格はかなり丸くなっている。
普段は「一条寺ラボ」と呼ばれる専用の科学研究室で、未知の物質であるビクトリウムの解析などに携わっている。また、ヒカルがギンガにライブするという秘密を知る数少ない人間として、UPG内ではヒカルのフォローに回ることも多い。現在でもガンパッドを所有しており、そこに所蔵されているデータや過去に怪獣の研究を経験していることから、怪獣やウルトラマンに関する知識は非常に豊富である。ライブベースを始めとするUPGのシステムネットワークを構築したのも彼であり、第13話で神山により解雇された際はスペアのIDやスマートシーバーを用いて反逆を決行する。また、第14話での陣野の真相告白によって自身の研究が全て国際防衛機構に利用されていたことを知る。第15話では『命』の意味を掴みかねているマナに対して、命とは何かを説く。そして最終決戦では他のメンバーと共にダークルギエル特戦隊に立ち向かい、その後はキサラから渡されたペンダントよりマナの復元にあたり、1年の歳月をかけて彼女を再生させた。
当初ショウの素性についてはヒカルから聞かされておらず、第5話で彼がビクトリーだと推測している旨を話し、ヒカルを問い詰めようとした。結果的に第10話でドラゴリー（SD）の毒牙にかかったショウを見たことで、彼の正体を確信する。
劇中では語られないが、友也が子供のころに考えた電気自動車のアイディアがシュナウザーやマラミュートの開発に活かされている。

### 国際防衛機構
神山 政紀（）
第13話より登場。
国際防衛機構長官。組織やUPGに対しては絶大な指揮権を持つ。また、アリサの才能を見抜き彼女をUPGへ推薦した張本人でもある。そして、陣野をUPG隊長に任命したのも彼である。「地球は人類自らの手で守らなければならない」という思いを強く持つが、それゆえに強大すぎる兵器の使用を躊躇いも無く実行しようとするなど、平和を守るためならば危険かつ独善的な手段をも用いようとするマキャベリストな一面が強い高圧的でタカ派な人物。ウルトラマンをも信用しておらず「得体の知れない異星人」と偏見と敵視の目で見ており、いつ脅威をもたらすか分からないと警戒している。
相次ぐチブル星人エクセラー（SD）からの刺客に人類も対抗するため、かねてから秘密裏に進行してきたビクトリウム・キャノンの投入を決定し、反対したヒカルを監禁し、その他異を唱えたアリサを除く陣野以下UPG隊員と友也を強制的に隊員資格剥奪として解雇してしまう。
ビクトリアンに関しては陣野から報告を受けなかったためかその存在を認知していなかったが、第14話でショウが突入した際に地底文明の存在を知り、彼からビクトリーランサーとシェパードンのクリスタルスパークドールズを強奪、ビクトリウム・キャノンのエネルギーチャージに利用する。だが、結果的にシステムがあり余るビクトリウムのエネルギーを制御しきれなくなってしまい、先述のように偏見の目で見ていたウルトラマンに「なんとかしてくれ」と救いを求める有様に、アリサからも見限られ、その後はエクセラーがライブベースを占拠したことによって基地の外へ追い出され、ビクトリウム・キャノンがビクトルギエルに取り込まれて侵略に利用される様を見せつけられて絶望の淵に叩き落とされてしまう。
ビクトルギエルが倒された後、復興が始まろうとする街を目の当たりにすることでようやくこれまでの自分の行いを後悔して、深い罪悪感の念を抱いたが、アリサや陣野から「やり直すことができる」と励ましの言葉を受けた。

### 地底の民・ビクトリアン
キサラ
ビクトリアンの巫女であり女王。
温厚で落ち着いた雰囲気の女性。女王として地底世界にエネルギーをもたらすビクトリウムの水晶柱を守っている。また、シェパードンと心を感応させる力を持つ。地底、ひいては地球滅亡の危機を察知し、ショウにビクトリーランサーと地上世界の知識を授け、地上へ送る。
全ての生命体に対し慈愛の心を抱きビクトリアンと地上世界、両方の平和を願っている。そのため、ショウを送り出す際に「地上の生き物を絶対に傷付けてはなりません」と約束させている。
ヒヨリたちの一派については過去の記録が全て隠蔽されていることもあり彼女自身も認識していない。
第13話で神山がビクトリウムを兵器に利用した際は、彼らがかつてビクトリアンが犯した過去の過ちを繰り返そうとしているのではないかと危惧するも、それでも人類の良心を信じようとし、ショウがヒカルと和解したタイミングに合わせてUPGの面々とマナを地底世界へと呼び、マナにビクトリウム・コアとの対話という使命を託す。
最終話にて「大いなる災いを乗り越えるためには、この星全ての命が力を合わせる必要がある」として地上に現れ、絶望に打ちひしがれる人々を鼓舞する。

サクヤ
ショウの幼馴染みで彼を兄のように慕っている少女。念動力の使い手。虫が嫌い。
祭壇の女官を務めており、キサラの血を継いでいるため、彼女もまたシェパードンの心と感応する力がある。
地上の世界へと旅立ったショウの身を誰よりも案じており、彼が傷つくのを恐れるあまり、彼がウルトラマンビクトリーとして戦うことに内心抵抗を抱いている。
勝手に地上の世界へ飛び出していくレピの安全のため、自らも共に行動している。その一方でまた彼女自身も、地上の魅力に惹かれていく。
最終話から劇場版の間に見習い隊員としてUPGに加入していたことが明らかとなり、以降は地上の平和のために活躍する。

レピ
サクヤの弟。サクヤと同じく、ショウを兄貴と慕っている。
好奇心旺盛で、地上世界と人類に強い興味を抱いている。昼夜のない地下世界で育ったため、地上の青空や星空を見たいと思いが強く、勝手に地上へ飛び出すことも多くサクヤの頭を悩ませている。また、ショウのように強くなり、彼の力になりたいという夢を持っており、第4話では躍起になって一人孤独に戦い、敵に追い詰められてしまったショウを助けようと身の危険も顧みず彼にスパークドールズを与える活躍を見せる。
最終決戦の後、詩織が無事に出産した子供に会いに行こうと再び地上へ向かう際に、キサラからマナのデータが保存されたペンダントを友也に渡す使いを任される。

カムシン
キサラに仕える側近である侍従長。
キサラからは絶大な信頼を寄せられており、また彼自身もキサラに意見することがある。やや心配性すぎるきらいもあるが、平和を愛するやさしい心の持ち主。
杖には剣が仕込まれており、最終決戦にてその腕前を披露している。
第10話で初めて地上へと現れ、シェパードンの力でショウを治療すべく、ヒカルと友也に彼を引き渡すよう伝える。
本作品に登場するビクトリアンの中で最も地上人やマナとの共存に懐疑的な態度を示していたが、最終決戦を経た後ついに氷解し、サクヤとレピから与えられたブイチョコウェハースを、笑みを浮かべながら頬張っている。

ヒヨリ
第6話より登場。
太古のビクトリアン間の抗争において、地球を追われた一派の最後の生き残りで、ビクトリーランサーを使用できる素質を持つ女戦士（劇中で使用したのはガンモードのみ）。
長きに渡り異次元空間の中へ幽閉され、一人また一人と仲間が消えいくにつれビクトリアンへの憎悪が拡大している。異次元を脱出した後、チブル星人エクセラー（SD）に従事しショウの持つビクトリーランサーの奪還を狙う。ショウに引けをとらない身のこなしで彼を追い詰め、見事にビクトリーランサーを手に入れる。その後はビクトリアンへの復讐のためゴモラ（SD）にモンスライブ、ギンガと対戦する。2度目の戦いでギンガにとどめを刺されかけるが、経緯を問わず同族である者を守ろうとしたシェパードンによってことなきを得る。その後はワンゼロがモンスライブしたファイヤーゴルザ（SD）に戦いを挑むが逆に追い詰められてしまい、ショウの呼びかけによりビクトリーランサーを返還し敗戦。ビクトリーによりファイヤーゴルザ（SD）が倒された後、過去を受け入れたキサラによって再びビクトリアンの仲間として迎え入れられる。
第7話では、ビクトリウムを狙うエクセラーの存在をキサラに伝え、以降の登場はしばらく途絶えていたが、第15話で再びキサラたちと行動を共にするようになり、最終話では自然な笑顔を見せられるようにまで豊かな心を取り戻していた。

### 降星町の仲間たち
石動 美鈴（）
19歳。和菓子職人を夢見る少女。現在もヒカルから旅の便りが届いている模様。
第9話で久々にヒカルと再会する。だがそれぞれの目指す道をひたすらに進み続けるヒカルや健太、千草に対し2年前と何も変わっていない自分に劣等感を抱いていた。
そんな中、森の中で孤独に打ちひしがれていたアンドロイド・ワンゼロに偶然出会う。居場所が全くない上に、名前を無くした彼女に対し「マナ」という名を授ける。また、人間ではなくアンドロイドであることをヒカルやショウに告げられても友達として人間と変わらず接する意思を見せる。やがてその行動が、ワンゼロ改めマナの心を動かしていくことになり、後に答えを見出した彼女の行動が、ダークルギエルとの決戦に勝機をもたらすこととなる。
その後最終話でビクトルギエルにより壊滅的な被害を被った雫が丘に再び来訪し、災害ボランティアに参加し、最後の決戦に向かうヒカルを送り出した。

渡会 健太（）
19歳。実家は降星町の小さな写真館で、プロカメラマンを目指す少年。
千草のCDジャケット撮影を担当し、ついにカメラマンとしての第一歩を踏み出す。
最終話にて登場し、雫が丘に行きたいと懇願する千草のためにインターネットを介して彼女のライブを中継した。

久野 千草（）
19歳。アイドルへの夢に向かって努力を続けていた少女。それが実り、新人のアイドル歌手としてCDデビューを果たしている。ウルトラマンへの応援歌として作られた「ウルトラマンギンガの歌 〜いつか未来で〜」が代表曲。
第12話で相次ぐ怪獣災害に見舞われる雫が丘の復興支援の一環としてライブを開催する。だが案の定公演中にも怪獣が出現し、ライブは中断。さらに自身もガッツ星人ボルスト（SD）に狙われてしまうが、ヒカルたちやファンの1人・丹葉に救われる。その際丹葉の正体がメトロン星人ジェイス（SD）であることを知ってしまうも、過去の戦いもあって一切動揺を見せることは無く、大切なファンの1人として接していく姿勢を見せた。
その後丹葉ことジェイスへの私怨を爆発させたボルストによって誘拐されてしまうが、再びジェイスに助けられる。だがそれでも引き下がらないボルストがゾアムルチ（SD）にモンスライブし、ジェイスも巨大化して応戦。ギンガやビクトリーが加勢しても一向に不利なジェイスに「〜ギンガの歌」を贈り彼を奮起させ、勝利へと導く。
戦いの後、ライブは再び開催され大成功に終わる。
最終話にも登場し、不幸のどん底に叩き落された雫が丘の人々を励ますために現地に向かいたいと健太に懇願するが、降星町から雫が丘への道が寸断されていたため不可能に終わってしまう。だが、彼がインターネット中継によるライブを提案し、バックダンサー兼ボーカルサポートのタケルとチアキを伴って市民に勇気を与えるため動き出した。

## ウルトラマンギンガ

### ウルトラマンギンガストリウム
『ギンガS』に登場するギンガの強化形態。
『ギンガS』第3話より登場。ヒカルがウルトラマンタロウの化身であるストリウムブレスをギンガスパークでリードすることによってタロウと一体化し、通常のギンガからパワーアップした形態。胸のプロテクターや額のビームランプの追加など外見がタロウを髣髴させる意匠になっており、ファイティングポーズもタロウと同じになっている。基礎能力が格段に向上する他、ストリウムブレスの力によってウルトラ6兄弟の特殊能力や必殺光線を自由自在に使うことができる。このウルトラ6兄弟の技を使うためだけに変身することもあった。ウルトラ6兄弟の技を使う際は、隣に対応するウルトラ戦士の姿が浮かび上がり、ギンガと重なるという演出がされることがある。また、この形態で通常のギンガの必殺技を使用することも可能である。ビクトルギエルとの決戦後はタロウと分離したため、『決戦!ウルトラ10勇士!!』には未登場。
- ギンガの基本ビジュアルを大切にするため、タイプチェンジのような考え方を導入したパワーアップとなり、本作品は全16話しかないため、他のレジェンドヒーローの力を受け継ぐのではなく、前作で師匠のような存在であったタロウの力を受け継ぐものとなった[5]。
- デザインはギンガの頭部や肩アーマーの部分にボタン状のスタッズやプロテクターなどタロウの要素が加えられており、ボディのラインもタロウを意識した形状に変更している[出典 1]。ボディの赤がカラータイマーの下の部分が抜けて見えているのもタロウを踏襲している[28]。タロウのウルトラホーンを加える案も存在したが、ギンガと極端に変わることから不採用となった[出典 1][注釈 5]。最終的なデザイン画では腕部と脚部のプロテクターにも突起がついていたが、多すぎるとして造形段階でオミットされた[出典 2]。
- アクションはタロウの構えを参考にし、最小限の動きで相手の攻撃を交わしていくカンフーマスターのような動きが意図されている[31]。

#### 必殺技・能力（ギンガストリウム）
ウルトラマンタロウの力
ストリウム光線
インペライザー軍団の一部や、ファイブキング（SDU）を撃破する。第6話ではゴモラ（SD)へのとどめとして放ったが、シェパードンに防がれてしまう。第7話ではビクトリウムシュートとの合体光線をファイブキング（SDU）へ放ったが、左腕で吸収されたうえに撃ち返されてしまい、庇ったシェパードンがダメージを受ける。
ゾフィーの力
M87光線
ファイヤーゴルザ（SD）を倒す。ファイブキング（SDU）との戦いでは、ガンQの部位を破壊する際に使用する。また、第11話ではビクトリーのシェパードンセイバーフラッシュとの合わせ技でアクマニヤ星人ムエルテ（SD）を倒している。最終話では、空に飛びながらギンガストリウムに変身した直後、急降下中にビクトルギエルへ発射するという大技を披露する。
Z光線
ビクトルギエルへ牽制技として放つ。
ウルトラマンの力
スペシウム光線
ストリウム光線使用後、インペライザー軍団の残りを殲滅する。第9話で再び使用し、ベムラー（SD）を倒す。ファイブキング（SDU）にも使用し、レイキュバスの部位を破壊する。第14話ではハイパーゼットン イマーゴ（SD）にも放ったが、ハイパーゼットンアブゾーブで打ち返される。
ウルトラセブンの力
エメリウム光線
ファイブキング（SDU）に使用、ファイヤーゴルザとメルバの部位にダメージを与える。
ワイドショット
飛行中に放ち、キングジョーカスタム（SD）を撃破する。
ウルトラマンジャックの力
ウルトラショット
サドラ（SD)を撃破する。ファイブキング（SDU）にも使用し、超コッヴの部位を破壊する。第12話ではビクトリウムシュートと合わせてゾアムルチ（SD）を撃破する。ビクトルギエルにも、ビクトリーのキングジョーランチャーとの合体技で、ビクトルギエルにダメージを与える。
ウルトラバーリア
ヤプールが放った異次元のバリアから脱出する際に使用する。ギンガに変身前でも使用できる唯一の技。第13話では、ビクトリウム・キャノンの強大なエネルギー波から友也たちを守るために使用する。この時は、攻撃を押し返すのではなく、シールドを展開する手法を取っている。
ウルトラマンエースの力
メタリウム光線
巨大ヤプールを撃破する。ファイブキング（SDU）にも使用し、ビクトリウムシュートと合わせてメルバの翼を破壊する。ビクトルギエルにも放ち、迫り来るビクトルギエルを吹き飛ばす。
コスモミラクル光線
ウルトラ6兄弟の合体技。ヒカルの成長を認めたタロウの導きにより第14話で使用。ハイパーゼットン イマーゴ（SD）を倒す。
ギンガストリウムハイパーパンチ
破壊力抜群の連続パンチで敵の動きを止める。
ギンガストリウムハイパーキック
超高速の空中キックで敵を跳ね飛ばす。また、膝蹴りも使用する。
ギンガストリウムハイパーチョップ
全身のパワーを集中させて敵に勢いよく振り下ろす強力な手刀。
ギンガストリウムハイパーフライ
大気圏内での速度は測定不能である飛行能力。
ニュージェネレーションヒーローズの力
ニュージェネレーションダイナマイト
『ウルトラギャラクシーファイト ニュージェネレーションヒーローズ』第12話で使用。ビクトリーナイト、エクシードXベータスパークアーマー、オーブトリニティ、ジードウルティメイトファイナル、グルーブの力をストリウムブレスに集めて放つウルトラダイナマイト。
設定上はウルトラマンタロウのブルーレーザー・ウルトラマンのウルトラスラッシュ（八つ裂き光輪）・ウルトラマンAのパンチレーザーも使用可能で、玩具「DXストリウムブレス」に発動音声が収録されている。

## ウルトラマンビクトリー
ビクトリアンのショウがビクトリーランサーでウルトライブするウルトラマン。有史以前、ビクトリウムを巡って古代人の間で争いが起きた時宇宙から飛来し、古代人の「選ばれし者」に自らへ変身する力を与え戦いに終止符を打ち、眠りについたという。
V字型の特徴的な黄色のクリスタルVクリスタルが頭部と両腕、両脚に備わっており、カラータイマーもV字型となっている。メインカラーは赤と黒と黄色。スパークドールズとなった怪獣をビクトリーランサーでリードすることで、右腕をその怪獣の戦闘力を発現させるウルトランスという能力を持つ。ただしライブしているショウが怪獣の力に迷いを抱いていると使用できない。活動時間は3分間。
ギンガと同様、ビクトリーのスパークドールズはビクトリーランサーの中から出現する。そしてそれをリードし、光となったビクトリーとショウが飛びながら一体化した後に巨大化するという、これまでにない変身シークエンスを取る。また、最終話でのみ「ビクトリー!」と叫んで変身した。
- ウルトラシリーズでは初めて全面に黒を押し出したキャラクターとなっている[27][5]。
- ギンガが未来を象徴するキャラクターであるのに対し、ビクトリーは過去を象徴している[12]。『ウルトラマンコスモス2 THE BLUE PLANET』での海底世界のように、地上のヒーローであるギンガに対して、ビクトリーは地下にあるもう一つの世界のヒーローというバランスになり、地上と地下で諍いがあるが、最終的に和解するというものとなった[5]。
- アクションはギンガとの差別化として、アグレッシブな打撃系スタイルとなっている[6]。
- ウルトランスの設定は、EXレッドキングのスーツの腕が別パーツとなっていることから発想された[2]。
- 容姿は、先に決定していた名前からVの文字をモチーフにデザインされた[出典 4]。主役ウルトラマンではないことから、ウルトラマンエースやウルトラマンレオのように王道から外れた少し奇抜で冒険的なデザインが目指され、光るギンガとの差別化を前提としてアーマーが取り入れられている[出典 4]。当初は頭部のクリスタルパーツ部分はもっと大きく刺々しいデザインだったが、造形との兼ね合いから現状のようなアレンジとなった[27][5]。また、デザイン時点でギンガと合体することが予定されていた[40][5]。ギンガでは光らなかった腕と足が光るようになっている[41][28]。

### 装備
ビクトリーランサー
ウルトラマンビクトリーの変身アイテム。ビクトリーの体色に準じたカラーリングで、グリップを捻ることで変身前の武器として使える拳銃型のガンモードと、ウルトライブやウルトランスに用いるランサーモードの2形態へ変形する。柄の中央にギンガスパークのスパークリーダーに相当する部分があり、ここからライブサインをリードする。ランサーモードに変形させることでビクトリーのスパークドールズが出現し、これをリードすると、先端部の矢尻部分が展開してビクトリーの顔を象った彫刻が現れる。
ライブ時の発声はギンガスパークなどよりも野太く、ウルトライブ時の発声はギンガスパークと同じだが、ウルトランス時には「ウルトランス!（能力名）!!」と発声される。ガンモード時にスパークドールズをリードすると「ウルトライブ Go!（怪獣名）!!」と発声され、その怪獣の力を宿した怪獣型の光弾を発射する（モンスシューター）。
ギンガスパークと同様、選ばれた者にしか使用できない模様。
- デザインは剣をモチーフとしたギンガスパークの対比として、銃への変形ギミックが盛り込まれた。ランサーモードはギンガスパークと似た雰囲気となっているが、銃口でリードするとスパークドールズを撃ってしまうような印象に見えてしまい、ギンガスパークと変わりすぎると同じウルトライブをするアイテムに見えないことからデザインし直し、突起を中央部分に作り、そこでウルトライブをするものとなった。ビクトリーのカラーリングをベースに、赤を強調してまとめており、変形時のガイドとして金色の細いライン部に色を変えている。

シェパードンセイバー
第10話から登場。シェパードンの魂が宿ったクリスタルスパークドールズをウルトランスすることで呼び出される聖剣。他のウルトランスと異なり右腕は変化せず、純粋な手持ち武器として出現する。鍔はシェパードンの上半身を象っており、背部のビクトリウムを模した刃は七色に輝く。敵をV字型に切り裂くシェパードンセイバーフラッシュが決め技で、後半で決め技として多用された。劇場版ではエタルガーに使用するものの、全く効果がなかった。
- デザインはバンダイが担当。モチーフはシェパードンの背中のクリスタルで、ウルトランスの当初の構想であった怪獣型の武器をシェパードンモチーフの武器として採用したものとなった。

### 必殺技・能力
ギンガ同様、必殺技使用時はショウが技名を叫ぶ。
ビクトリウムスラッシュ
回し蹴りの要領で脚のVクリスタルから放つV字型のスラッシュ光弾。主として牽制用途に使われる。『ウルトラマンX』第13話ではマグマ星人に使用してダメージを与えた。
ビクトリウムバーン
頭部のVクリスタルから撃ち出す破壊光線。第2話でギンガと組み合った最中に使用し、ギンガを吹き飛ばす。第11話ではガンQ（SD）に対して使用したが、吸収され撃ち返されてしまう。最終話ではギンガのギンガスラッシュと共に放ち、ビクトルギエルにダメージを与える。『ウルトラマンX』第13話ではモルド・スペクターに使用したが、ダメージを与えられなかった。
ビクトリウムシュート
両手で描いたV字型のエネルギーを右腕に集めてから両腕をL字型に組み、右腕の甲にあるVクリスタルを正面に向けて放つ、V字型の破壊光線。命中時には大きくVの字が浮かび上がることがある。エレキング（SD）を倒して以来、決め技として使用される。
ビクトリウムエスペシャリー
頭部と両腕、両脚のVクリスタルから光線を連射する強烈な必殺戦法。第8話でファイブキング（SDU）のフラッシュコッヴショットを相殺する。最終話ではギンガストリウムのギンガエスペシャリーと合わせたコスモミラクルエスペシャリーを発動する。
ビクトリウムコンフォート（本編未使用）
興奮した怪獣を静める抑制光線。かつて、怒りで我を忘れたシェパードンが暴れた時に使ったとされている。
ウルトランス
怪獣のスパークドールズをビクトリーランサーでリードすることにより、その怪獣の戦闘力を右腕に怪獣の体の一部を変化・顕現させるビクトリー最大の能力。
- 怪獣と一体化して戦うギンガに対して、怪獣の能力で強化することとなったが、下手にアレンジした武器のような怪獣型の強化パーツを新造するのではなく、分割した特徴的な怪獣の部位をそのまま右腕に付けるものとなり、新造のパーツはジョイント部分のパーツのみとなった。

EXレッドキングナックル
ウルトランスで右腕にEXレッドキングの巨大な腕を実体化する能力。巨大な腕で強烈なパンチを敵に浴びせるほか、必殺技であるフレイムロードも使用可能になる。ウルトランスの中では特に多用されており、ファイヤーゴルザ（SD）を倒し、ベムスター（SD）を空の彼方へ吹き飛ばす。
エレキングテイル
ウルトランスで右腕にエレキングの尻尾を実体化する能力。電気を纏った鞭のように使い、相手に叩きつける。インペライザー（SD）を複数撃破する。また、尻尾の長さを利用し、第14話ではハイパーゼットン イマーゴ（SD）を拘束して攻撃の隙を作ることに成功する。『ウルトラマンX』第14話ではグア・スペクターに使用し、ギンガのギンガサンダーボルトやエックスのエレキング電撃波と合わせてダメージを与えた。
キングジョーランチャー
ウルトランスで右腕にキングジョーカスタムのペダニウムランチャーを実体化する能力。フルパワーで放てば一撃でグドン（SD）を倒す威力がある。EXレッドキングナックルやシェパードンセイバーの次に使用頻度の高いウルトランスである。『ウルトラマンX』第13話ではマグマ星人に使用してダメージを与えた。
グドンウィップ
ウルトランスで右腕にグドンの振動触腕エクスカベーターを実体化する能力。バキシム（SD）戦で使用する。
サドラシザーズ
ウルトランスで右腕にサドラの重層ベローズピンチを実体化する能力。ファイブキング（SDU）戦、ビクトルギエルとの最終決戦で使用する。
ハイパーゼットンシザーズ
ウルトランスで右腕にハイパーゼットン（イマーゴ）の腕を実体化する能力。敵へ突き刺した後、零距離から暗黒火球を叩き込む。ビクトルギエルとの最初の戦いで使用したが、無尽蔵のエネルギーを誇るビクトルギエルには胸の装甲を破る程度で歯が立たなかったが、それでもビクトルギエルに対して唯一まともに傷を負わせている。
バルタンセンジュカノン
ウルトラマンビクトリーウルトランスアイデアコンテストてれびくん賞受賞作品。ウルトラマンフェスティバル2014のライブステージで使用。
タッコングファイヤーボール
ウルトラマンビクトリーウルトランスアイデアコンテストテレビマガジン賞受賞作品。ウルトラマンフェスティバル2014のライブステージで使用。
ビクトリーハイパーパンチ
強力なストレートパンチ。ギンガハイパーパンチとほぼ互角の威力を持つ。
ビクトリーハイパーキック
空中キックを得意としている。
ビクトリーハイパーフライ
飛行能力。大気圏内の飛行速度は計測不能。
ギンガビクトリーアルティメイタム
『劇場版 ウルトラマンオーブ 絆の力、おかりします!』で使用。ギンガのギンガスパークランスとビクトリーのシェパードンセイバーから合体光線を放つ。

### 本作品以降に登場する形態
- ウルトラマンギンガビクトリー
- ウルトラマンビクトリーナイト

### 関連する能力を持つ戦士
ウルトラマンオーブ オーブトリニティ
ウルトラマンオーブ フォトンビクトリウム

## 特捜チーム UPG
新たなる超常現象による脅威に備えて国際防衛機構（International Defence Organization）内に新設されたばかりの超常現象特捜組織。名称はUltra Party Guardiansの略。エンブレムは流星を象っているが、星の中央部分にライブサインが描かれている。イメージカラーはオレンジ。
雫が丘に伝わる超常現象の調査の結果、ビクトリウムの存在や巨大生物の出現を感知したことを発端として本格的に動き出す。超常現象や怪獣・宇宙人に関する調査を主な任務とする。現在はまだ装備も人員も不十分だが、ビクトリウムが多く埋蔵する雫が丘丘陵地帯に仮設基地ライブベースを建設中で、一条寺コンツェルンの資財援助を受けつつその規模を拡大している。隊員たちには捜査や災害対応、怪獣攻撃などへの優先権が与えられており、各種連絡時には「了解」を意味する「ガレット」（Got it!）という合言葉を用いる。前作での降星町で起きた出来事を把握しているようで、ギンガの存在についても認識済みであった。
ライブベースは話数が進むごとに建造が進んでいったが、終盤にて超兵器ビクトリウム・キャノンが隠されていたことが明らかになる。第14話でのビクトルギエル誕生で基地は崩壊したが、1年後の物語である劇場版では再建されている。
人員面では、第1話時点では友也を含む4名と少数精鋭であったが、第2話でヒカル、劇場版ではサクヤ・マナ・ショウの3名が加入し、計8名のチームとなった。また、最終話以降は、闇の呪いから解放されたバルキー星人・イカルス星人・ナックル星人グレイを捕虜として清掃作業に従事させている。
- 本作品の2年前を描いた前作では防衛隊が登場しなかったことから、巨大な軍備を擁する防衛隊では整合性が取れないことから、新設したばかりの装備もまだ充実していない組織となった[5]。そのため、初期から特殊な訓練を受けていない素人のヒカルを入隊させる展開は考えられており、小さな組織であるため、制作面においても大規模なセットを組む必要がなくなっている[5]。
- ライブベースの周囲は味の素スタジアムで撮影が行われており、基地のデザインにもスタジアムの要素が取り入れられている[51]。
- 司令室は茨城県内の施設のホールにセットを足すなどのアレンジを加えたロケセットで撮影された[51][5]。初期には従来のシリーズのような撮影スタジオに組まれたレギュラーセットを想定したデザインが行われていた[51]。
- 車両は全て日産自動車製の電気自動車で統一されている。

### 装備
- シュナウザーとマラミュートは隊員服に合わせたカラーリングとなっており、デコるイメージで今風なアレンジをしている[5]。実車を元に手を加えてはいけない部分と新たにデザインし直していい部分を日産自動車の指示のもと行われた[5]。当初はビーム砲やミサイルのギミック付きのミニカーとして商品化が検討されていたが、後にバンダイの「ブーブ」と呼ばれる変形ミニカーとして発売された[5]。

UPGスーツ
高い防弾機能を有するUPGのツーピース構造のユニフォーム。着こなしが隊員ごとに異なる。
- プレックスがデザインを担当。

UPG-EV1 シュナウザー
- ベース車：日産・リーフ

パトロールや前線での作戦行動に活用される特殊装備車両。前線では電源車としても機能するエレクトリックビークル。バンパー両脇にビームバルカン砲を装備しているが、劇中未使用。
- シリーズ終了後は日産自動車座間事業所のヘリテイジコレクションゲストホールに展示されている。

UPG-EV2 マラミュート
- ベース車：日産・e-NV200

移動作戦指揮車となる特殊装備車両。後期から使用。無人状態の自動運転も可能。シュナウザー同様、緊急時の電源供給が可能。バンパー両脇のビームバルカン砲は2連装になっているほか、背部に高性能のリサーチレーダーを搭載しているが、劇中未使用。

UPG-G1 チャージガン
隊員や警備スタッフが携行するレーザーガン。モード切替によりパラライザーとしても使用できるほか、シュナウザーやマラミュートのボンネットの充電ポートとケーブルで接続することで電気が供給され、高出力のハイパーレーザーを発射可能。ハイパーレーザーはインペライザー（SD）を複数撃破し、キングジョーカスタム（SD）にもダメージを与えられるほどの威力がある。レーダー塔からのマグネウェーブやビクトリウム・キャノン発射時の照準器としても使用される。銃口にワイヤーアンカーを装着することも可能で、第15話でヒカルが使用した。
- デザインは電気自動車の急速充電用コネクターをモチーフとしており、エネルギーを車から取り出して攻撃するイメージとなっている。また、『炎神戦隊ゴーオンジャー』のマンタンガンのウルトラシリーズバージョンをイメージしている。

UPG-G2 スマートシーバー
隊員が携行する高性能端末。通信機としても使用する他、各種分析機能も有する通信機。
- デザインはチャージガンと同様、電気自動車の充電コネクターをモチーフとしている。

マグネウェーブ照射アンテナ
第7・8話に登場したレーダー施設。ビクトリウム転送時に使用されるゲートのマグネウェーブを反発・相殺するための同じ周波数のマグネウェーブ照射に利用されるが、プログラムの書き換え、変換効率の調整、コネクトケーブルの変更が必要となる。8話ではギンガとビクトリーを復活させるべく、プログラムの書き換えによりマグネウェーブでシェパードンからビクトリウムのエネルギーを吸収する。
- パラボラアンテナのデザインは、監督の田口清隆からのリクエストにより東宝特撮映画のメーサー車をイメージしている。

マグネウェーブ作戦バズーカ
第8話で登場。チャージガンと同様、シュナウザーのボンネットとコードで接続して使用する。第3レーダー塔で吸収したビクトリウムのエネルギーをギンガとビクトリーのカラータイマーに照射する。
ビクトリウム・キャノン
国際防衛機構が秘密裏にライブベース内に建造していた超兵器。使用の際はライブベースの司令室に専用のコンソールが出現する。地底世界のビクトリウムからエネルギーのみをライブベース内のビクトリウム・プラントへ抽出し、司令塔上部の砲台から発射するという仕組み。ライブベースが雫が丘に建造されたのも、眠っている強力で膨大なビクトリウムをこの兵器に利用するためだった。その威力は絶大で、エネルギー充填率が30%の状態で撃ってもガッツ星人ボルスト（SD）を一撃で撃破しただけでなく、周囲を焦土と化しギンガストリウムですらウルトラバリアーを展開しなければならないほどである。
トップシークレット扱いであったため当初UPG内でその存在を知るのは陣野のみであったが、第13話で神山がプロジェクトの強行を決定したため存在が明かされる。
第14話でショウから強奪したシェパードンのクリスタルスパークドールズをエネルギーチャージに利用し、150%の絶大なエネルギー量を充填することに成功するが、ライブベースのシステムが制御不能に陥る。さらにエクセラーとダークルギエルの襲来によってビクトルギエルが誕生、人類の盾となりうる兵器が最凶最悪の敵に転じてしまう結果となるが、最後はビクトリーのシェパードンセイバーフラッシュによって完全に破壊される。
- デザインはプレックスが担当。

## 登場怪獣・宇宙人・戦士
頭脳星人 チブル星人エクセラー（SD）

分身宇宙人 ガッツ星人ボルスト（SD）

### 本作品で初登場する怪獣
アンドロイド・ワンゼロ → マナ

チブロイド

地底聖獣 シェパードン
第1話から第10話に登場。
ビクトリウムの守護獣。スパークドールズではなく、友也の分析で純粋な生物であることが判明している。かつてビクトリウムを巡る古代人同士の争いが起きた際に暴走し、ウルトラマンビクトリーと戦った過去がある。背中から通常の数十倍のエネルギーを秘めたビクトリウム鉱石を露出させており、これをスパークさせて口から放つ破壊光線シェパードンビクトリウムフラッシュが武器だが、滅多に使用することはない。また、体からは治癒能力を持つ光の粒子を振りまくことができる。さらに、キサラも知りえぬビクトリアンの隠された過去についても記憶しており、まさにビクトリアンの生き字引とも言える存在である。
第1話で度重なるビクトリウムの強奪に怒り、地上に出現する。事情を知らないUPGの攻撃を受けている隙にビクトリウムを奪われてしまい、ショウの呼びかけで一旦地底へ戻ったがその後に再び出現し、ワンゼロがモンスライブしたEXレッドキング（SD）と対決するも劣勢となり、ビクトリーの登場に合わせて再び地底へ戻る。
第4話では迷いを抱くショウを気遣う一面を見せ、グドン（SD）との戦いで窮地に陥ったビクトリーを庇って対決するも敗れる。
第6話ではゴモラ（SD）にモンスライブしたヒヨリを庇ってギンガストリウムのストリウム光線を受けて倒れ、これがきっかけでエクセラーに背部のビクトリウム鉱石のエネルギー量を分析されてしまう。
第7話では背中のビクトリウム鉱石のエネルギーを狙われるも、ギンガやビクトリー、そしてUPGの活躍で救われる。しかし、その後に現れたファイブキング（SDU）が吸収して撃ち返した光線からギンガとビクトリーを庇い、倒れてしまう。
第8話では、力尽きたギンガとビクトリーを復活させるため、自らのビクトリウムを使うようショウに進言する。
だが、このような活躍が災いして体力が著しく低下し、先の長くない命となっていることがキサラによって明かされ、ついに第10話でベロクロン（SD）のミサイル総攻撃を浴びて絶命する。その魂はクリスタルスパークドールズとなってショウの手に現れ、シェパードンセイバーが誕生する。
クリスタルスパークドールズは、第14話にて神山に奪われてビクトリウム・キャノンのエネルギーチャージに利用され、ライブベースと地下に眠る大量のビクトリウム鉱石もろともビクトルギエルに取り込まれてしまうが、最終決戦にてマナによって奪還され、再びショウの手に戻った。
『ウルトラファイトビクトリー』にて、ナイトティンバーの力で蘇り、ウルトラマンビクトリーナイトを援護すべくルナチクスと戦う。激しい肉弾戦の末、シェパードンビクトリウムフラッシュでルナチクスを倒し、傷ついたギンガとAにエネルギーを分け与えると、再びクリスタルスパークドールズに戻る。
- 後藤がゼロからデザインを担当した初のウルトラ怪獣となっている。デザインコンセプトは「ビクトリーの相棒怪獣」で、エネルギー源がビクトリウムのため、それをデザインに反映させており、背中に鉱石を付けている。薄いブルーの鉱石というのが決まっていたため、使っているうちに変色することから敬遠される白を使うこととなったが、邪魔にならないと判断したため、使用することとなった。味方怪獣のため、可愛い感じやかっこいい感じの顔にする方向性にするのではなく、トラやライオンなどの怖い感じの顔つきの怪獣を率いているほうが強く見えるため、怖い顔つきとなった。人間サイズの腕にすると、小さく腕が見えてバランス的にかっこ悪く、人間が中に入っているのが透けて見えてしまうことから、人間のリアルな手のサイズより長く、地底怪獣という設定から地底を掘り進むという想定で、手が巨大なものにデザインされている。
- 『ウルトラマンX』第14話では、ショウが大地に味方の怪獣について紹介している際にイメージに登場していた。

超合体怪獣 ファイブキング（SDU）
第7話、第8話および劇場版に登場。
チブル星人エクセラー（SD）が、これまで得たビクトリウムのエネルギーを利用してファイヤーゴルザ、ガンQ、メルバ、レイキュバス、超コッヴのスパークドールズを合体させ、自らモンスライブした怪獣。体は各怪獣の部位が合体しているのではなく、各怪獣の体を変形させて合体したような外見になっているのが特徴。頭部と胸部がファイヤーゴルザ、背面の翼と額と尾がメルバ（メルバの頭部が額を構成している）、右腕がレイキュバスの頭部とハサミ（レイキュバスの頭部とハサミが一体化した形状となっている）、左腕がガンQの目、下半身が超コッヴの頭部と足（両腕の鎌に似た長いつま先を持つ）で構成されており、各怪獣の部位からそれぞれ固有の鳴き声を発する。また、背部からはエネルギー源のビクトリウムが複数生えている。
その戦闘力は強大で、額からはゴルメルバキャノンや左腕からはガンQビームなどそれぞれの怪獣が持つ破壊光線や光弾などを発射し、そのすべてが並の怪獣はおろかウルトラ戦士さえ一撃でライブ解除に追い込むほどの威力を誇る。また、右腕はギンガスパークランスを軽々と弾き飛ばすほどの怪力を持ち、左腕で相手の光線を吸収して撃ち返す。
これらの能力を駆使し、すでにエネルギーを消耗していたとはいえビクトリーやギンガストリウムを一度は倒す。その後は雫ヶ丘を蹂躙し、ヒカルがウルトライブしたEXレッドキング（SD）・エレキング（SD）・キングジョーカスタム（SD）を次々に倒すも、復活したギンガとビクトリーの連携により、背部の水晶体や各怪獣の部位を次々に破壊されて弱体化し、最後はギンガストリウムのストリウム光線を受けて爆散する。
- 名前の後につく「SDU」は、前作のタイラント（SDU）と同様、「スパークドールズが合体した」という意味。
- 『新ウルトラマン列伝』第63話でのエクセラーの解説によると、複数の怪獣の特徴を持つタイラントにエクセラーが着目して生み出したとされている。
- 『大怪獣ラッシュ ウルトラフロンティア』では、「ウルトラ大集結!後編」にプラズマ怪獣として登場。強化された暗黒属性の個体も登場している。
- Blu-ray BOX I 封入解説書SPECIAL NOTEでは、「平成版タイラント」と称している。『ティガ』『ダイナ』『ガイア』の各作品の中から撮影用のスーツがあること、特徴的な形状を持っていること、ソフビ化された人気怪獣であることという条件の中から選ばれた。デザインは元になった怪獣がわかりやすいよう、一番キャラの立っているファイヤーゴルザをベースに、各怪獣の顔と特徴的な部位がつけられている。当初、脚の色は超コッヴに合わせた青であったが、全体のバランスを考慮して赤になった。
- ファイブキングの演出について、第7話・第8話を監督した田口清隆は青白逆光シルエットや全身から放つ光線技など、川北紘一の演出技法をリスペクトしている。当初は、ティガとダイナとガイアの3人と戦わせるという構想だったが、後に本作品の劇場版で実現することとなった。
- 『ウルトラマンジード』では怪獣カプセルが登場し、ベリアルがゾグ（第2形態）のカプセルとフュージョンライズさせることでキメラベロスとなった。

ファイブキング（エタルダミー）
『劇場版 ウルトラマンギンガS 決戦!ウルトラ10勇士!!』に登場。
エタルガーがウルトラマンティガ・ウルトラマンダイナ・ウルトラマンガイアの戦いの記憶から生み出したエタルダミーとして登場。ティガ・ダイナ・ガイアを相手に互角の戦いを繰り広げるも、最後はティガ（パワータイプ）のデラシウム光流・ダイナ（ミラクルタイプ）のレボリウムウェーブ・ガイア（スプリーム・ヴァージョン）のフォトンストリームを同時に受けて消滅する。

『ウルトラマンZ』に登場するファイブキング
『ウルトラマンZ』第8話「神秘の力」、第15話「戦士の使命」、第22話「それぞれの明日」、第24話「滅亡への遊戯」に登場。
カブラギシンヤがガンQとレイキュバスの怪獣メダルを読み込み、トライキングの状態から強化変身する形で登場。変身時のコールは「奇獣、宇宙海獣。キエテ カレカレータ」。
衝撃波動や冷凍光線によってウルトラマンゼット ベータスマッシュを圧倒するが、ガンマフューチャーに変身したゼットの連続攻撃に翻弄され、最後はガンマスルーによって体内への侵入を許し、内部からのゼスティウム光線によって撃破される。その後、変身に用いられたメダルはジャグラーの手に渡ることになる。
グリーザ出現時およびバロッサ星人（三代目）出現時では、ジャグラーの変身したトライキングから強化する形で登場。コールは「ガンQさん、レイキュバスさん。闇の力、もうちょっとお借りするぜ！」
- スーツアクター：岡部暁（第8、24話）、新井宏幸（第22話）

超咆哮獣 ビクトルギエル
第14話から最終話に登場。
復活を遂げたダークルギエルの肉体がビクトリウム・キャノンもろともライブベースと融合したもので、エクセラー曰く「究極の生命体」。人型から完全な怪獣体型となり、背部からはライブベースの司令塔が突き出し、腹部に巨大化したビクトリウム・キャノンが備えられている。エクセラーがライブベースの指令塔からコントロールすることで、エクセラーの「宇宙最高の頭脳」とルギエルの「宇宙最強の肉体」が1つになったうえ、ビクトリウムの絶大なエネルギーによって、2年前に現れたルギエルとは比較にならないほどのパワーを誇る。両腕と両膝からダークルギエルビートを放つことが可能になり、ギンガとビクトリーの光線技も寄せ付けない防御力を持つ。また、クリスタルスパークドールズから発せられるシェパードンのビクトリウムエネルギーや大量のビクトリウム鉱石を体内のビクトリウム・プラントに無制限貯蔵しているため、ビクトリウム・キャノンの威力はさらに計り知れないレベルとなっており、フルパワーのビクトリウムシュートを圧倒して山を1つ消滅させるほどの火力を誇る。
エクセラーの意のままに操られ、ビクトリウムを吸収しながら破壊の限りを尽くそうとし、立ちはだかるギンガとビクトリーの「互いにライブと解除を繰り返し、活動時間を補い合いながら戦う」という連携攻撃を力ずくで退け、あと1回しか変身できない状況に追い込む。最終話の2度目の対決ではビクトリーのシェパードンセイバーフラッシュでビクトリウム・キャノンを破壊されながらもなお力の差を見せつける中、ルギエルの意思が復活して用済みとなったエクセラーを粛清し、目から赤黒い光線を放ってギンガとビクトリーを一度は石化させて倒す。しかし、ビクトリアンの協力により復活したギンガとビクトリーに終始圧倒され、最後はマナの作戦によって吸収したビクトリウム・コアのエネルギーを暴走させられたうえ、コスモミラクルエスペシャリーで倒される。
- デザインは怪獣部分は後藤正行が担当。デザインコンセプトは「怪獣と基地が合体した姿」。怪獣となったルギエルというオーダーであったことから、ルギエルの意思を感じさせないように我を忘れて暴走しているイメージから一つ目のような形状となっている。当初は中から黒いギンガが出現するという案も考えられていた。『ティガ』『ダイナ』『ガイア』の放送時は防衛隊のメカが売れたため、前作『ギンガ』の企画時から防衛隊にまつわる商品を出すこととなり、防衛隊の基地を出す予定だったが、怪獣が基地から出てくる玩具が発売されることとなった。先に基地を展開すると怪獣が中に入っているという玩具の検討用モデルが出来上がっていたため、ダークルギエルのデザインをそれに反映させるというオーダーであったことから、デザインしたというよりはディテールを加えたという感じであるという。

『ウルトラファイトオーブ』に登場するビクトルギエル
『ウルトラファイトオーブ 親子の力、おかりします!』に登場。
レイバトスの呪文により復活させられた個体が、キングジョー、グドン、ツインテール、バードン、ハイパーゼットン（イマーゴ）と共に出現。他の5体と共にウルトラマンゼロとウルトラマンオーブに襲いかかるが、ストロングコロナゼロのガルネイトバスターとオーブ（バーンマイト）のストビュームバーストを同時に食らい倒された。

### 歴代のウルトラ戦士
ウルトラマンタロウ（SD）
前作でヒカルを導いたウルトラ6兄弟の末弟。本編の前日談である『新ウルトラマン列伝』第54話で地球の新たな危機をギンガからのウルトラサインによって知り、ウルトラ5兄弟から力を授かったうえで地球へ向かう。その後、本編第3話で負傷を押して戦おうとするヒカルの前に現れ、自らとウルトラ5兄弟の力をストリウムブレスという形で授ける。
ストリウムブレスとなってからもヒカルとの会話は可能だが、彼の自主性を尊重しているため、実際に会話することは少ない。
ビクトルギエルの消滅後はスパークドールズの呪縛が解けたことで元の姿に戻り、「ヒカル、君が呼べば、私はいつでも駆けつける」とヒカルに告げ、再び宇宙の彼方へ飛び去っていった。
劇場版ではウルトラマンゼロの口から名前のみ登場し、彼にヒカルとショウのことを伝えていたことが語られている。
- 後半では、エクセラーに洗脳されてウルトラマンタロウダークとして登場するという案も存在した。

ゾフィー、ウルトラマン、ウルトラセブン、ウルトラマンジャック、ウルトラマンエース
ダークスパークウォーズでタロウを庇い、スパークドールズにされていたウルトラ5兄弟。再び地球へ向かうタロウに、それぞれ自身の力を託した。
ギンガストリウムがウルトラ6兄弟の技やコスモミラクルエスペシャリーを使う際には、それぞれの姿が浮かび上がる。

## 登場アイテム・その他用語
ストリウムブレス
ウルトラマンタロウ（SD）が変身したアイテム。メインカラーは赤。タロウの顔が描かれたレリーフが特徴で、これを横に傾けた変身モードと、縦に傾けた必殺技モードの2形態をとる。普段はヒカルが左腕に着用しており、ギンガがギンガストリウムとなるとギンガの左腕にも出現する。UPGのメンバーには友也が与えた目覚まし時計と説明している。
変身モードにして「今こそ、ひとつになる時!」というタロウの掛け声の後ギンガスパークで先端のスイッチを押しながらリードすることにより「ギンガに力を!ギンガストリウム!!」というタロウの掛け声と共にウルトラマンギンガストリウムへとスタイルチェンジする。必殺技モードではレリーフの内側にあるウルトラ6兄弟の姿があしらわれたディスク（ターレット）を回転させ、スイッチで止めて現れたウルトラ戦士の顔に合わせて「（選択したウルトラ戦士の名前）の力よ!」というタロウの掛け声と共にさらにディスクを回転させると、対応する必殺技をタロウが叫んで発動する。ディスクをライブサインに合わせると「ウルトラ兄弟の力をひとつに!」というタロウの掛け声と共に同様の手順でコスモミラクル光線を発動する。
平時でも、これを介していつでもタロウと交信することが可能。
最終話でタロウが元の姿に戻り地球を去ったため、劇場版以降は所持していない。
- ライブサインを使用した遊び方を広げるため、これまでとは異なる遊び方を提示するため、ブレス本体にあるライブサインにギンガスパークをかざして読み込むものとなった。
- 当初はタロウの顔を付けないデザインも検討されたが、顔と胸のプロテクターの意匠を分かりやすくするため入れている。

チブルスパーク
チブル星人エクセラー（SD）が砕け散ったダークスパークの破片とスパークドールズの一部を基に研究・制作し、ワンゼロらに与えた人工スパーク。これによるライブはモンスライブと呼ばれる。外見はギンガスパークやダークスパークに似ているがメインカラーは赤で、常に変身モードをとり、声もエクセラーのものとなっている。エクセラー自身がファイブキング（SDU）にモンスライブした際は使用している描写が見られない。ただ、ダークダミースパークのように手にした者を悪の心で支配する力はないようで、第11話で無理やりモンスライブされたサラリーマン・吉田はすぐに逃げ出してしまい、UPGやギンガに助けを求めたため、アクマニヤ星人ムエルテ（SD）は自身の力で無理やり操らなければならなかった。
- デザイン初期稿では変形時にチブル星人の顔が現れるというギミックが検討されていた。

チブルサーキット
チブルスパーク同様エクセラーが開発した、ブローチ状のパワー増幅装置。および、エクセラーが強制的に遠隔操作を行うためのコントローラー。『ウルトラセブン』第9話に登場したチブル星人の個体が子供たちを操るために使用した催眠ワッペンに酷似したデザインであり、かつてのワンゼロも同じデザインのブローチを着用していた。第9話以降のガッツ星人ボルスト（SD）が使用していた。
雫が丘（）
本作品の舞台となる地方都市。大都市の近郊に位置し、近年急速に開発・整備が進行され近代的ベッドタウンとして知られている。
また、この地下にはビクトリアンの住む世界が広がり、強力で膨大なビクトリウムが集合したビクトリウムの鉱脈も存在する。町名の由来もかつてビクトリアンがこの地を『嘆きの涙の丘』と呼んでいたことによる物である。
このような歴史ゆえ、町内ではかねてから超常現象の伝承が存在するという。
ビクトリウム
世界各地の地中から出現した、謎の巨大なエネルギー結晶石。ビクトリアンにとっては命の源となっているだけでなく、地球の生命そのものであるため全てが失われると地球が滅びるとされる。当初地上の人間からは単に水晶体と呼ばれていた。友也の分析によると少なくとも数万年前から存在し、その波動はスパークドールズのものと似ている。また、含まれている未知の元素は融合すると莫大なエネルギーを生み出し、ほんの数センチの欠片でも雫が丘全域のエネルギーをまかなえてしまうという。エクセラーらは、強力なマグネウェーブを使用して内部の磁力を活性化させることでビクトリウムを地上から転送ゲートへ引き揚げ、強奪している。また、ウルトラマンにエネルギーを与えることも可能。
ビクトリウム・コア
地底6,400キロメートルに位置する、地球の核となる部分に存在する太陽系最大のエネルギー体。かつ、地球の命の源であり意思そのものでもある。キサラ曰く、これが失われた時こそが地球の終焉を意味するという。
通常のビクトリウムとは異なり、太陽のような形状とエネルギーを放っているため、人間がこの領域に突入することは不可能である。また、アクセスするにはビクトリアンが持つペンダントが必要。
第15話でビクトルギエルから地球を救う方法を問うため、機械の体を持ちキサラから望みを託されたマナが突入、対話を試みている。
また、エクセラーもルギエルを完全復活させるための力としてこれを狙っており、エクセラーを討つための策としてマナがその存在をわざと伝え、ビクトルギエルにこのエネルギーを吸収させる。これによってダークルギエルは完全復活を遂げたが、彼の死後にコアのエネルギーは再び大地の底へと戻っていった。
『ウルトラファイトビクトリー』では復活した巨大ヤプールがその力を狙っており、サクヤのペンダントを奪ってコアへ侵入し、再びその力を奪われジュダ・スペクターの復活に利用されてしまうが、ジュダ・スペクターとの決戦時にビクトリーナイトに呼応して覚醒、勝利へと導いた。
ビクトリアン
遥か古代、ビクトリウムの守り人となり、地上から地底へ生活圏を移した種族の末裔。地底で自給自足の生活を送っており、人類とは関わらず、争いのない平和な生活を営んできた。見た目は地上人と同じ姿を持つが、呪術によって念動力を身に着けている。地上とは異なる技術を持ち、地上世界へ繋がるゲートなどを持つ。ビクトリーのライブサインと同じ紋章が刻まれた水晶をペンダントとして首から提げており、相手が同胞であると認識した場合は発光する。また、第8話でショウがこれを握り拳にエネルギーを集めてパンチを繰り出したり、最終話で母子ともに危険な状況に陥ってしまった詩織の容態を安定させたり、ギンガやビクトリーを復活させる際にも用いられるなど、特殊なエネルギーを秘めている。
かつてウルトラマンビクトリーからビクトリーランサーを授けられたビクトリアンは、地上のビクトリウムを巡る人間たちの争いが生み出した、シェパードンの暴走による災いを終結させる。そしてビクトリウムの強大なパワーはいつかまた世界を破滅させうると考えたビクトリアンたちは、ビクトリーランサーの力でビクトリウムを地下世界に封印。自らをその守り人とした。ただ、その後はビクトリーランサーを巡る抗争が起きており、その中で地球から追放し異次元へ幽閉していた同胞の存在は争いをなくすために忌まわしき過去として忘れ去られていた。
地上世界と異なり貨幣の概念が無いらしく、サクヤとレピは八百屋からリンゴを未精算で持ち帰ろうとしトラブルになりかけたことがあった（その後、偶然居合わせたショウがリンゴを返却している）。
- 先進的な科学文明を築いた世界ではなく、土着的なイメージで描かれている。

## キャスト

### レギュラー・準レギュラー
- 礼堂ヒカル - 根岸拓哉
- ショウ - 宇治清高
- 杉田アリサ - 滝裕可里
- 松本ゴウキ - 加藤貴宏
- 一条寺友也 - 草川拓弥
- 陣野義昭 - 大浦龍宇一
- 神山政紀 - 岡田浩暉（13 - 16）
- アンドロイド・ワンゼロ / マナ - 最上もが
- 美鈴 - 宮武美桜（回想（1,4）,9,16）
- 渡会健太 - 大野瑞生（回想（4）,16）
- 久野千草 - 雲母（回想（4）,12,16）
- サクヤ - 小池里奈
- レピ - 山田日向
- ヒヨリ - 春川芽生（6,7,15,16）
- カムシン - 斎藤洋介
- キサラ女王 - 山本未來

### ゲスト
- 現場作業員 - 新虎幸明（1）
- 八百屋店主 - 剛州（2）
- 市民 - 沢和希、山口知紗（2）
- UPG一般隊員 - 川島雄作（2）、矢崎大貴（5）
- 雑貨店主 - 五辻真吾（3）
- ビクトリアンの門番 - 白神允（3,4）
- 公園の子供たち - 巨勢竜也、伊藤駿、柄沢晃希、中田悠太、細川晴太、石井陽（4）
- 詩織 - 米田弥央（5,16）
- 詩織の夫 - 関口あきら（5）
- 看護師 - 荒木めぐみ（5）
- 医師 - 金井希介（5）、芹沢礼多（16）
- ヒヨリの父 - たんぽぽおさむ（6）
- 幼少期のヒヨリ - 本間菜穂（6）
- ビクトリアン戦士 - 千葉誠樹、辰巳直人（6）
- 幼少のショウ - 溝口怜冴（10）
- 吉田 - 中村靖日（11）
- サトル - 小美野来希（11）
- アクマニヤ星人ムエルテ（SD） - 植木紀世彦（11）
- サトルの母親 - 海島雪（11）
- 不良風の若者 - 佐藤匡泰（11）
- 中年女性 - しのへけい子（11）
- たけし - 古島裕大（11）
- きよし - 藤木夢現（11）
- アパートの住人 - ふくまつみ（11）
- アパートの大家 - 原知佐子（11）
- 歩きスマホの女子高生 - 大塚佳奈江（11[注釈 12][68]）
- 丹葉 - しおつかこうへい（12）
- タケル - TAKERU（12,16）
- チアキ - 瀬下千晶（12,16）
- オタクの友人たち - 古谷朋弘[注釈 13]、佐丸徹、浪川大輝、日下穣地（12）
- 逃げ惑う雫が丘の人々 - 中野貴雄、春咲小紅、開田裕治、開田あや、寒河江弘、飯塚貴士、波多野美希、イマニシケンタ、科楽特奏隊（12[69]）
- 神山の部下 - 渡辺航、青柳信孝（13,14）
- 新隊員 - 和田亮太、野川慧、吉田興平、汐谷恭一（13,14）
- サラリーマン - 秋枝直樹（15,16）
- 母親 - 太田美恵（15[注釈 14],16）
- 女の子 - 大庭愛未（15,16）
- 赤ちゃん（詩織の子供） - 工藤雄二郎（16）

### 声の出演
- チブル星人エクセラー - 江口拓也
- ウルトラマンギンガ / ダークルギエル - 杉田智和
- ウルトラマンタロウ - 石丸博也
- ガッツ星人ボルスト - 金子はりい（3 - 13）
- 巨大ヤプール - 玄田哲章（5）
- メトロン星人ジェイス - しおつかこうへい（12）
- ゼットン星人ベルメ - 小野友樹（14,16）
- ナックル星人グレイ - 平野勲人（16）
- バルキー星人 - 橋本達也（16）
- イカルス星人 - 関智一（16）
- ギンガスパーク音声 - 川原慶久[注釈 15]

### 本編 / 特技アクション
- 寺井大介
- 岩田栄慶
- 横尾和則
- 力丸佳大
- 桑原義樹
- 新井宏幸
- 岡部暁
- 石川真之介
- 稲庭渉
- 安達仁美
- 矢崎大貴
- 福島弘之
- 福田憲文
- 梶川賢司
- 佐野悠人
- 川手利文
- 戸田健
- 谷山尚美
- 中山甲斐
- 翁長卓
- 山口仁美
- 福島龍成

## スタッフ
監督陣は、『大怪獣バトル ウルトラ銀河伝説 THE MOVIE』を担当した坂本のほか、前作から引き続き参加した石井良和、『ウルトラゾーン』や『ネオ・ウルトラQ』などを担当した田口清隆、『ウルトラマンメビウス』以来のウルトラシリーズへの参加となる小中和哉らが参加している。田口がウルトラマンの登場する作品を担当するのは本作品が初である。小中は前作でもオファーを受けていたが、スケジュールの都合から参加できなかった。
脚本は短期間で全話分を用意する必要があったため、シリーズ構成が2人立てられ、各話の脚本も7人がかりで執筆された。シリーズ構成は小林雄次が前半を、中野貴雄が後半をそれぞれ担当している。また、脚本にはチーフプロデューサーの北浦嗣巳が前年に手がけた『怪奇大作戦 ミステリー・ファイル』の脚本家陣が全員参加している。
ホリゾントの空は、円谷英二の時代から背景美術を手掛けているベテランの島倉二千六が担当した。
- 監修 - 大岡新一
- 企画 - 黒澤桂、片野良太、仲吉治人、山西太平
- 製作統括 - 岡崎聖
- チーフプロデューサー - 北浦嗣巳
- プロデューサー - 菊池英次
- 企画協力 - 渋谷浩康、猪狩友宏、仲井智徳、有澤亮哉
- 音楽 作・編曲 - 小西貴雄
- オーケストラ編曲 - 原文雄
- 番組担当 - 吉野文（テレビ東京）、斎藤朋之
- 番組宣伝 - 石原裕也（テレビ東京）、徳田良平
- 音楽協力 - テレビ東京ミュージック
- シリーズ構成 - 小林雄次、中野貴雄
- 脚本 - 小林雄次、中野貴雄、三好昭央、武井彩、小林弘利、黒沢久子、林壮太郎
- 設定協力・怪獣デザイン協力 - NAKA雅MURA
- 監督 - 坂本浩一、石井良和、田口清隆、小中和哉
- 撮影監督 - 高橋創
- 照明 - 武山弘道
- 美術 - 木場太郎
- 録音 - 廣木邦人
- 操演 - 根岸泉
- アクションコーディネート - 岡野弘之
- 助監督 - 小原直樹、越知靖
- 編集 - 矢船陽介
- 視覚効果 - 三輪智章
- VFXコーディネーター - 豊直康
- スクリプター - 山内薫、内田智美、山﨑美穂
- キャスティング - 空閑由美子、福田真弓、島田和正
- 衣装 - 十河誠、藤山晃子
- ヘアー・メイク - 梶清恵
- 装飾 - 桜井陽
- 持ち道具 - 竹内裕子
- キャラクターデザイン - 後藤正行
- 画コンテ - 橋爪謙始、酒井豊、相馬宏光、なかの★陽、市川智茂、西川伸司、井野元大輔、坂本浩一
- 特殊造形 - 潤淵隆文、品田冬樹
- 造形 - 山部拓也、小林靖博、山長和徳、亀田義郎
- キャラクターメンテナンス - 福井康之、宮川秀男
- 音響効果 - 古谷友二
- メイキング - 島崎淳、安間知子
- 連載協力 - 講談社、小学館
- 車輌協力 - 日産自動車
- カースタント - 高橋レーシング
- ミニチュア - マーブリング・ファインアーツ
- 特機 - 宗特機
- 技術協力 - IMAGICA
- VFX・CG - 日本映像クリエイティブ、アンダーグラフ、キュー・テック、林デジタル工務店、クロフネプロダクト、田辺正章（TSUBAKI）
- スタジオ - 日活撮影所
- ワンゼロ衣装デザイン - YOU-KO（JAP工房）
- ワンゼロ衣装製作 - 近藤静香（JAP工房）、松井健介（JAP工房）
- タイトルロゴデザイン - 竹内純
- シリーズサブタイトルデザイン - 井野元大輔
- ワイヤーコーディネート - 小池達朗、大西雅樹、田中大登、荒川真、川澄朋章
- 千草振付け - あらい梨紗
- 「ウルトラマンギンガS」製作委員会
- 製作・著作 - 円谷プロダクション

## 主題歌
主題歌「英雄の詩」（1番：前期 / 2番：後期）
作詞・作曲 - 高見沢俊彦 / 編曲 - 高見沢俊彦 with 本田優一郎 / アーティスト - THE ALFEE
最終話では挿入歌としても使用。
エンディングテーマ「キラメク未来 〜夢の銀河へ〜」（1番：前期 / 2番：後期）
作詞 - 田靡秀樹 / 作曲・編曲 - 小西貴雄 / 歌 - ボイジャー feat.ウルトラマンギンガ
最終話ではエンディング直前にも挿入歌として使用されている。
挿入歌
「ウルトラマンビクトリーの歌」（第1話、第2話、第4話、第10話）
作詞 - 岡崎聖 / 作・編曲 - 小西貴雄
歌 - ボイジャー
「ウルトラマンギンガの歌」（第1話、第3話、第15話）
作詞 - 田靡秀樹、岡崎聖 / 作・編曲 - 小西貴雄 / Guitar - 井上裕治（girl next door）
歌 - ボイジャー、千紗（girl next door）、湯舟春菜、竹内浩明、根岸拓哉、宮武美桜、大野瑞生、雲母、草川拓弥
「ウルトラマンギンガの歌 〜千草ver.〜」（第12話、第13話アバンタイトル、最終話）
歌 - 久野千草 feat.ボイジャー

## 放送日程
- 登場キャラクター欄において、レギュラー格のキャラクターは、アンドロイド・ワンゼロとチブロイドを除き実戦に参加した時のみ記載。また、ウルトラマンタロウ（SD）については実際の姿で登場[注釈 17]した回のみを記載。
- また、前作に続いて、各話のサブタイトルロゴにはその回に由来する「遊び」が施されている[注釈 18]。

| 話数   | 放送日         | サブタイトル            | 登場怪獣・宇宙人 | ギンガ・ビクトリー以外の登場戦士 | 脚本     | 監督     | 新列伝放送話 |
| 前期   | 前期           | 前期                    | 前期 | 前期                             | 前期     | 前期     | 前期         |
| ------ | -------------- | ----------------------- | --- | -------------------------------- | -------- | -------- | ------------ |
| 第1話  | 2014年 7月15日 | 切り拓く力              | - シェパードン - EXレッドキング（SD） | -                                | 小林雄次 | 坂本浩一 | 第55話       |
| 第2話  | 7月22日        | ギンガ対ビクトリー      | エレキング（SD） | -                                | 中野貴雄 | 坂本浩一 | 第56話       |
| 第3話  | 7月29日        | 孤高の戦士              | - ガッツ星人ボルスト（SD） - インペライザー（SD） - キングジョーカスタム（SD） | ウルトラマンタロウ（SD）         | 三好昭央 | 坂本浩一 | 第57話       |
| 第4話  | 8月5日         | 強さの意味              | - シェパードン - サドラ（SD） - グドン（SD） | -                                | 武井彩   | 石井良和 | 第58話       |
| 第5話  | 8月12日        | 仲間と悪魔              | - バキシム（SD） - 巨大ヤプール（SD） | -                                | 小林弘利 | 石井良和 | 第59話       |
| 第6話  | 8月19日        | 忘れ去られた過去        | - シェパードン - ゴモラ（SD） - ファイヤーゴルザ（SD） | -                                | 黒沢久子 | 田口清隆 | 第60話       |
| 第7話  | 8月26日        | 発動!マグネウェーブ作戦 | - ガンQ（SD） - シェパードン - ガッツ星人ボルスト（SD） - ファイヤーゴルザ（SD） - チブル星人エクセラー（SD） - ファイブキング（SDU）                                                       | -                                | 林壮太郎 | 田口清隆 | 第61話       |
| 第8話  | 9月2日         | 朝焼けの死闘            | - シェパードン - ファイブキング（SDU） - チブル星人エクセラー（SD） - EXレッドキング（SD） - エレキング（SD） - キングジョーカスタム（SD）                                                  | -                                | 小林雄次 | 田口清隆 | 第62話       |
| 後期   |                |                         | |                                  |          |          |              |
| 第9話  | 11月4日        | 取り戻す命              | - ガッツ星人ボルスト（SD） - ベムスター（SD） - ベムラー（SD） | -                                | 黒沢久子 | 石井良和 | 第71話       |
| 第10話 | 11月11日       | 未来への聖剣            | - ガッツ星人ボルスト（SD） - ドラゴリー（SD） - ベロクロン（SD） - シェパードン | -                                | 三好昭央 | 石井良和 | 第72話       |
| 第11話 | 11月18日       | ガンQの涙               | - ガンQ（SD） - アクマニヤ星人ムエルテ（SD） | -                                | 中野貴雄 | 田口清隆 | 第73話       |
| 第12話 | 11月25日       | 君に会うために          | - ガッツ星人ボルスト（SD） - インペライザー（SD） - メトロン星人ジェイス（SD） - ゾアムルチ（SD）                                                                                           | -                                | 林壮太郎 | 田口清隆 | 第74話       |
| 第13話 | 12月2日        | 分裂!UPG                | - ガッツ星人ボルスト（SD） - バードン（SD） | -                                | 武井彩   | 小中和哉 | 第75話       |
| 第14話 | 12月9日        | 復活のルギエル          | - チブル星人エクセラー（SD） - ゼットン星人ベルメ（SD） - ダークルギエル - ハイパーゼットン イマーゴ（SD） - ビクトルギエル                                                                 | -                                | 小林雄次 | 小中和哉 | 第76話       |
| 第15話 | 12月16日       | 命という名の冒険        | - ビクトルギエル - チブル星人エクセラー（SD） | -                                | 小林弘利 | 坂本浩一 | 第77話       |
| 最終話 | 12月23日       | 明日を懸けた戦い        | - ビクトルギエル - チブル星人エクセラー（SD） - ダークルギエル - ゼットン星人ベルメ（SD） - ナックル星人グレイ（SD） - バルキー星人（SD） - イカルス星人（SD） - メトロン星人ジェイス（SD） | ウルトラマンタロウ（SD）         | 中野貴雄 | 坂本浩一 | 第78話       |

## 映像ソフト化
2014年10月29日からバンダイビジュアルよりDVDとBlu-ray BOXが順次発売される。単巻発売のDVDには映像特典としてキャストへのインタビューや、昨年に続いて『新ウルトラマン列伝』内で放送された『大怪獣ラッシュ ウルトラフロンティア 2ndシーズン』が各巻カップリング収録されている。対してBlu-ray BOXには上記の他、メイキング映像やシリーズ監督による作品解説が収録される。
| 巻数           | 発売日          | 収録エピソード  | 大怪獣ラッシュ | 形態         | 品番      |
| -------------- | --------------- | --------------- | -------------- | ------------ | --------- |
| 第1巻          | 2014年 10月29日 | 第1話 - 第3話   | 第1話・第2話   | DVD          | BCBS-4632 |
| 第2巻          | 11月21日        | 第4話 - 第6話   | 第3話          | DVD          | BCBS-4633 |
| 第3巻          | 12月25日        | 第7話・第8話    | 第4話          | DVD          | BCBS-4634 |
| Blu-ray BOX I  | 12月25日        | 第1話 - 第8話   | 第1話 - 第4話  | Blu-ray Disc | BCXS-0910 |
| 第4巻          | 2015年 1月28日  | 第9話 - 第11話  | 第5話・第6話   | DVD          | BCBS-4635 |
| 第5巻          | 2月20日         | 第12話 - 第14話 | 第7話・第8話   | DVD          | BCBS-4636 |
| 最終巻         | 3月27日         | 第15話・最終話  | 最終話         | DVD          | BCBS-4637 |
| Blu-ray BOX II | 3月27日         | 第9話 - 最終話  | 第5話 - 最終話 | Blu-ray Disc | BCXS-0911 |

## 小説(アンソロジー)
マウンテンピーナッツ
小林泰三著。『S-Fマガジン』2015年1月号に掲載された外伝短編小説。『ギンガS』本編とは異なる世界観のパラレルワールドが舞台で、映像作品との直接的な繋がりは無い。
過激な環境保護団体の皮を被ったテロリスト集団マウンテンピーナッツに遭遇した千草が、人間よりも怪獣の生命を重視する彼らの異常な価値観に反発しながらも、ウルトラマン（SD）と共に怪獣に立ち向かう姿を描く。映像作品に比べて怪獣による被害や登場人物が死傷する描写が強調されており、作風は映像作品から極端に乖離している。

## コラボレーション
- 第56回旭川冬まつり

2015年2月開催。正式コラボとしてギンガストリウム&ビクトリーがモデルの大雪像を制作。